# Bazyli Riazański
Bazyli Riazański (data urodzenia nieznana, zm. 3 lipca 1295) – prawosławny biskup riazański i muromski, rosyjski święty prawosławny.
Latopis Laurentego wspomina go jako czwartego z kolei biskupa riazańskiego po powstaniu eparchii ze stolicą w tym mieście. Przed objęciem katedry riazańskiej był biskupem muromskim. Przypisuje mu się przeniesienie z tego miasta do Riazania cudownej Muromskiej Ikony Matki Bożej. Już za życia uważany był za świętego i cudotwórcę.
W 1540 mnich Erazm Jermołaj napisał jego żywot zatytułowany Opowieść o Bazylim, biskupie riazańskim i muromskim. Bazyli uważany jest za patrona podróżujących. W 1609 odkryto jego relikwie.